# ボビー・ナッシュ
ボビー・ナッシュ（1984年8月21日 - ）は、アメリカハワイ州出身の元プロバスケットボール選手。父親は同じ元富山グラウジーズのヘッドコーチボブ・ナッシュ。ポジションはシューティングガードであった。

## 来歴
ハワイ大学卒。2008年、bjリーグの滋賀レイクスターズに加入し、2010年3月まで在籍。
2010年8月、父・ボブ・ナッシュが新ヘッドコーチに就任した埼玉ブロンコスに入団。